# Parco nazionale di Toubkal
Il parco nazionale di Toubkal è un'area naturale protetta  situata all'interno della catena montuosa dell'Atlante, a 70 chilometri a sud di Marrakech nella parte centro-occidentale del Marocco. Fondato nel 1942, si estende su una superficie di 380 km². La vetta più alta del parco è il Jbel Toubkal con i suoi 4 167 m.

## Siti archeologici
Nell'ottobre 2012 i salafiti sono stati incolpati per la distruzione di una roccia all'interno del parco incisa 8.000 anni fa, conosciuta come petroglifo, raffigurante il Sole come una divinità.

## Monti

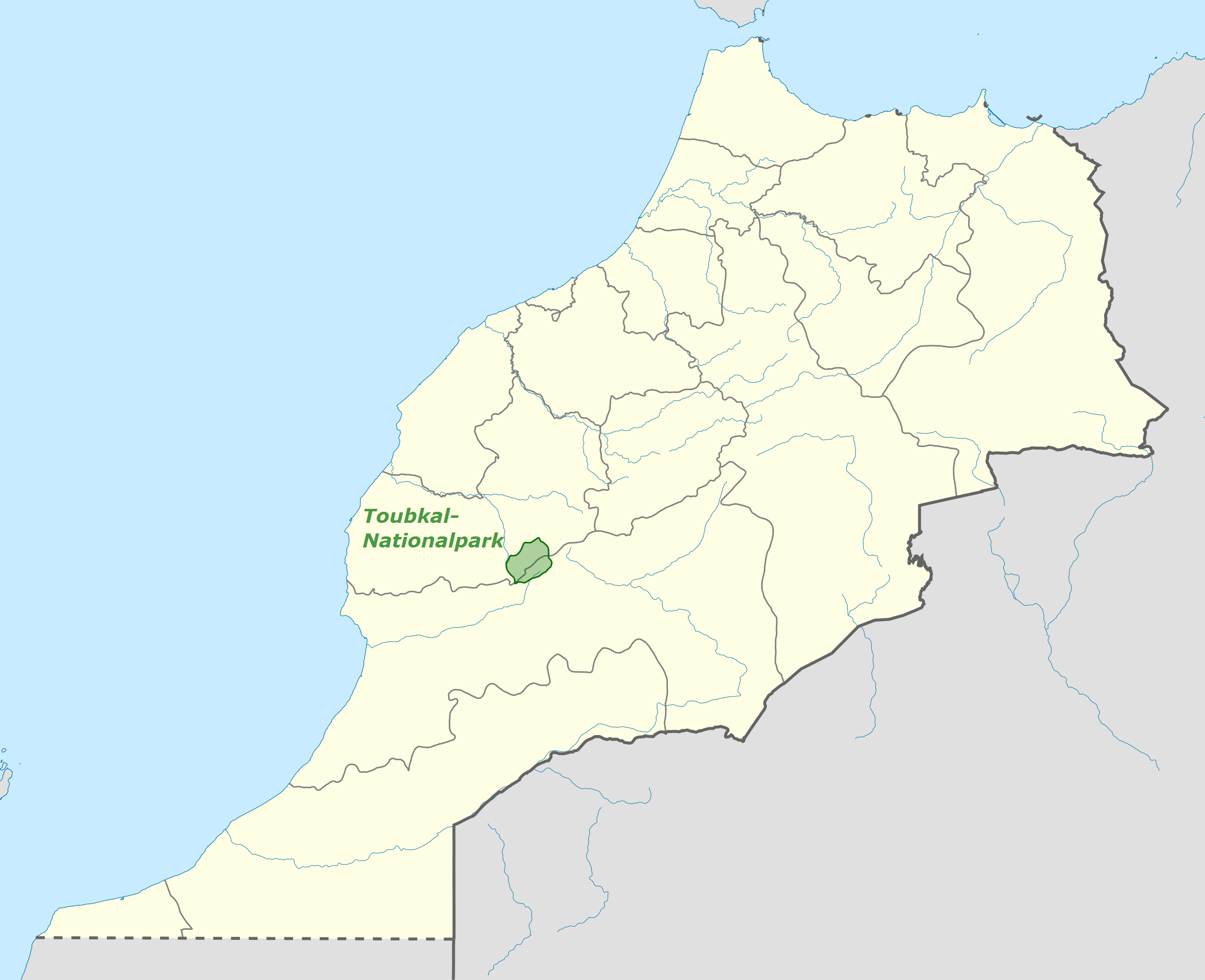

Il parco contiene i seguenti monti:
- Jbel Toubkal (4 167 m)
- Jbel Ouanoukrim (4 089 m)
- Tazarhart (3 995 m)
- Aksoual (3 910 m)
- Ineghmar (3 892 m)
- Bou Iguenwan (3 882 m)
- Tichki (3 753 m)
- Azrou Tamadout (3 664 m)